# کورک ۱۸۳۷۶
سیارک ۱۸۳۷۶ (به انگلیسی: 18376 Quirk، نامگذاری:1991SQ) هجده هزار و سیصد و هفتاد و ششمین سیارک کشف شده‌است که در ۳۰ سپتامبر ۱۹۹۱ کشف شد.